# 笠木陽介
笠木 陽介（かさぎ ようすけ、1985年1月23日 - ）は、日本の元ラグビー選手。

## プロフィール
- 大阪府出身。
- ポジションはスクラムハーフ(SH)。
- 身長 172cm、体重 74kg
- U19日本代表に選ばれたことがある[1]。
- 関西代表に選ばれたことがある[2]

## 略歴
2003年、天理高校卒業後、天理大学に入る。
2007年、天理大学卒業後、トヨタ自動車ヴェルブリッツに加入。同年12月22日に行われたジャパンラグビートップリーグ第8節の福岡サニックスブルース戦に先発出場で公式戦初出場を果たす。
2013年、現役を引退した。